# Lewis Irving
Lewis Irving (ur. 10 listopada 1995 w Quebecu) – kanadyjski narciarz dowolny, specjalizujący się w skokach akrobatycznych, brązowy medalista olimpijski. 
W Pucharze Świata zadebiutował 8 stycznia 2015 roku w Deer Valley, zajmując piętnaste miejsce. Tym samym już w swoim debiucie wywalczył pierwsze pucharowe punkty. Na podium zawodów tego cyklu po raz pierwszy stanął 16 grudnia 2017 roku w Secret Garden, kończąc rywalizację na trzeciej pozycji. Wyprzedzili go tam jedynie Chińczyk Jia Zongyang oraz Maksim Huscik z Białorusi. W 2018 roku wystąpił na igrzyskach olimpijskich w Pjongczangu, zajmując 24. lokatę. 

## Osiągnięcia

### Igrzyska olimpijskie
| Miejsce | Dzień     | Rok  | Miejscowość | Konkurencja              | Zwycięzca           |
| ------- | --------- | ---- | ----------- | ------------------------ | ------------------- |
| 24.     | 18 lutego | 2018 | Pjongczang  | Skoki akrobatyczne       | Ołeksandr Abramenko |
| 3.      | 10 lutego | 2022 | Pekin       | Skoki akrobatyczne druż. | Stany Zjednoczone   |
| 23.     | 16 lutego | 2022 | Pekin       | Skoki akrobatyczne       | Qi Guangpu          |

### Mistrzostwa świata
| Miejsce | Dzień    | Rok  | Miejscowość | Konkurencja                  | Zwycięzca                     |
| ------- | -------- | ---- | ----------- | ---------------------------- | ----------------------------- |
| 14.     | 10 marca | 2021 | Ałmaty      | Skoki akrobatyczne           | Maksim Burow                  |
| 6.      | 11 marca | 2021 | Ałmaty      | Skoki akrobatyczne drużynowo | Rosyjska Federacja Narciarska |

### Puchar Świata

#### Miejsca w klasyfikacji generalnej
- sezon 2014/2015: 175.
- sezon 2015/2016: 49.
- sezon 2016/2017: 117.
- sezon 2017/2018: 42.
- sezon 2018/2019: –
- sezon 2019/2020: 22.

Od sezonu 2020/2021 klasyfikacja skoków akrobatycznych jest jednocześnie klasyfikacją generalną.
- sezon 2020/2021: 6.

#### Miejsca na podium w zawodach
1. Secret Garden – 16 grudnia 2017 (skoki) – 3. miejsce
2. Raubiczy – 22 lutego 2020 (skoki) – 2. miejsce
3. Krasnojarsk – 8 marca 2020 (skoki) – 3. miejsce
4. Jarosław – 17 stycznia 2021 (skoki) – 3. miejsce
5. Raubiczy – 30 stycznia 2021 (skoki) – 3. miejsce
6. Ałmaty – 13 marca 2021 (skoki) – 3. miejsce